# Kunekune (legendă urbană)
Kunekune (scris cu hiragana: くねくね) este o creatură fictivă care a fost creată pe site-urile japoneze de legende urbane, ea fiind asemănătoare cu Slender Man. Ea a fost menționată pentru prima dată în 2003 pe mai multe site-uri, în același timp. Pe site-urile astea, Kunekune a fost considerată ca fiind „un yōkai modern”.

## Descriere
Kunekune e descrisă ca fiind înaltă, subțire, albă și umanoidă, ca un manechin făcut din hârtie sau dintr-un material textil foarte fin. Se spune că ea poate să fie văzută în timpul prânzurilor din zilele de vară. Kunekune poate să fie văzută în lanurile de orez, în cazuri rare poate să fie găsită peste o mare, sau cel mai rar în orașe. Se spune că membrele sale se învârt în permanență, ca și cum ar fi fost o rafală dreaptă de vânt, chiar dacă era o zi fără vânt. Comportamentul ăsta i-a dat ființei numele japonez „Kunekune”, adică „a se răsuci”, „a se legăna” sau „a se învârti”.
Kunekune poate să fie văzută doar de la distanță. La țară e albă ca zăpada. La oraș e neagră ca smoala.
Regula de aur când vine vorba despre ea e să nu te uiți direct la ea, altfel o să înnebunești, o să fi bolnav mintal/mintală pentru tot restul vieții. Nimeni nu poate să descrie cu exactitate modul în care arată pentru că oricine a văzut-o și-a pierdut mințile. Nimeni nu știe ce e exact acolo, ce plutește, ce se întâmplă de fapt atunci când te uiți la ea. Dacă cineca o atinge sau se apropie prea mult, Kunekune o să-și omoare victimele. Dacă cineva doar fuge de ea, Kunekune o să o ignore pe acea persoană.

## Fundal
Prima menționare a lui Kunekune apare în 2003 pe mai multe site-uri, în același timp.